# Accoppiatore ad anello ibrido

Accoppiatore ad anello ibrido

Un accoppiatore ad anello ibrido, o semplicemente anello ibrido, in inglese rat-race coupler, è un tipo di accoppiatore usato nei sistemi RF e nei sistemi a microonde. Nella sua forma più semplice, è un accoppiatore da 3 dB ed è quindi un'alternativa al T magico. Confrontato con il T magico, presenta il vantaggio di essere facile da realizzare nelle tecnologie planari, per esempio microstrip e stripline, sebbene siano pratici anche gli accoppiatori ad anello ibrido a guida d'onda. A differenza del T magico, un anello ibrido non ha bisogno di alcuna struttura di adattamento per ottenere un funzionamento corretto.
L'accoppiatore ad anello iibrido ha quattro porte, ognuna posizionata a un quarto di lunghezza d'onda dalle altre intorno alla metà superiore dell'anello. La metà inferiore dell'anello ha una lunghezza di tre quarti di lunghezza d'onda. L'anello ha un'impdenza caratteristica pari a quella delle porte moltiplicata per un fattore {\displaystyle {\sqrt {2}}}.
Un segnale in ingresso sulla porta 1 sarà diviso tra le porte 2 e 4, mentre la porta 3 sarà la porta isolata. La matrice di scattering completa per un anello ibrido ideale da 3 dB è 
{\displaystyle S={\frac {-i}{\sqrt {2}}}{\begin{pmatrix}0&1&0&-1\\1&0&1&0\\0&1&0&1\\-1&0&1&0\end{pmatrix}}}

Aritmetica con l'accoppiatore ad anello ibrido

Gli accoppiatori ad anello ibrido sono usati per sommare due segnali in fase combinati  essenzialmente senza perdite, oppure per dividere ugualmente un segnale in ingresso senza che risulti alcuna differenza di fase tra le sue uscite. È anche possibile configurare l'accoppiatore come un divisore con l'uscita sfasata di 180 gradi o sommare due segnali sfasati di 180 gradi combinati quasi senza perdite.